# MWIG40
mWIG40 – indeks giełdowy średnich spółek notowanych na warszawskiej Giełdzie Papierów Wartościowych, który zastąpił po sesji w dniu 16 marca 2007 indeks MIDWIG.
W jego skład wchodzi stała liczba 40 spółek. Spółki do indeksu mWIG40 wybierane są na podstawie tego samego rankingu, co do WIG20 i sWIG80 jako 40 kolejnych po 20 zakwalifikowanych do WIG20.
Jest to indeks cenowy.